# Die Frau mit den Karfunkelsteinen (Fernsehfilm)
Die Frau mit den Karfunkelsteinen ist ein Fernsehfilm, den die Regisseurin Dagmar Damek 1985 für die Berliner Produktionsgesellschaft Allianz-Film inszeniert hat. Der Film ist eine Adaption des gleichnamigen Romans von E. Marlitt. Die Uraufführung erfolgte am 25. Dezember 1985 im ZDF.
Der in Farbe produzierte Film ist der fünfte und letzte in einer insgesamt fünfteiligen Marlitt-Reihe, die die Charmier-Film und die Allianz-Film in den 1970er und 1980er Jahren für das ZDF gedreht haben.

## Handlung
Die Handlung folgt weitgehend der Handlung der Romanvorlage (siehe dort), ist aber etwas gestrafft und vereinfacht. So wird Margarete, nachdem ihr Vater fürchtet, dass sie sein Geheimnis aufdecken könnte, anders als im Roman nicht ins Pensionat, sondern direkt zum Professor geschickt.

## Produktion
Im Anschluss an Die zweite Frau (1984) war Die Frau mit den Karfunkelsteinen die fünfte fürs ZDF produzierte Marlitt-Verfilmung. Die bisherige Produktionsfirma der Marlitt-Serie, die Berliner Charmier-Film, hatte nach dem Abschluss der Arbeiten für den Film Die zweite Frau ihre Tätigkeit eingestellt, und so beauftragte das ZDF die Allianz-Film mit dem fünften Film der Serie, Die Frau mit den Karfunkelsteinen, der dann auch der letzte blieb. Während Redaktion und Drehbuch bei denselben Personen (Wolfgang Patzschke, Karl Wittlinger) verblieben, die auch bisher an der Serie mitgearbeitet hatten, wurde für den letzten Film diesmal auch eine neue Regisseurin ausgewählt, Dagmar Damek, die ihre erste Berufserfahrung als Assistentin von Hans W. Geißendörfer gesammelt hatte, seit 1970 aber eigene Filme inszenierte, die mit Ausnahme ihrer Abschlussarbeit alles Fernsehfilme waren.
Für die Hauptrolle der Margarete wurde die 24-jährige Irina Wanka ausgewählt, die ihr Filmdebüt als Siebenjährige in Luchino Viscontis deutsch-italienischer Koproduktion Die Verdammten (1969) gehabt hatte, dem deutschen Fernsehpublikum aber eher aus Fernsehkrimis wie Der Kommissar und Tatort vertraut war, während die österreichischen Fernsehzuschauer sie dagegen aus der Familienserie Familie Merian kannten. Damek hatte mit Wanka bereits in ihrer E. T. A. Hoffmann-Adaption Der Sandmann (1983) zusammengearbeitet.
Die überraschendste Casting-Entscheidung war die Besetzung der Rolle ihres Filmpartners Herbert mit dem nur 25-jährigen Bühnendarsteller Martin Blau, der mit seiner auffälligen Jugend, seiner relativ geringen Körpergröße (1,74 m; Wanka misst 1,71 m) und seiner hohen Stimme fast androgyn erscheint. Die Figur des Herbert unterscheidet sich dadurch schroff nicht nur von dem, was Marlitt intendiert hätte, die ihren Heldinnen stets ältere, reifere, gesellschaftlich bereits fest etablierte Partner entgegengesetzt hat, sondern auch von der bisherigen Besetzungspraxis in dieser Marlitt-Reihe. Die Liebhaberdarsteller in den ersten vier Filmen  (Volkert Kraeft, Joachim Ansorge, Karlheinz Böhm, Christoph Moosbrugger) waren zum Produktionszeitpunkt zwischen 32 und 47 Jahre alt und entschieden größer als ihre jeweilige Partnerin gewesen.
Wie immer jedoch waren die Nebenfiguren hochkarätig besetzt, etwa mit Agnes Fink, Sigfrit Steiner, Christian Quadflieg, Barbara Valentin und Christoph Eichhorn, der sich drei Jahre zuvor viel Aufmerksamkeit mit seinem Auftritt als Hans Castorp in der Thomas-Mann-Verfilmung Der Zauberberg verdient hatte.
Weitere Mitglieder des Produktionsstabs:
- Ton: Stanislav Litera, Günter Ruckdeschel
- Mischung: Reiner Lorenz
- Bildtechnik: Paul Theiß
- Maske: Axel Zornow, Sabine Gross
- Kostüme: Gesina Seldte, Ilse Stripp, Maria Schicker
- Szenenbild: Jürgen Kiebach
- Aufnahmeleitung: Peter Rothkopf
- Regieassistenz: Thomas Nennstiel
- Produktionsleitung: Lilo Pleimes

## Kaufvideo
- Eugenie Marlitt – Die Frau mit den Karfunkelsteinen / Die zweite Frau / Im Hause des Kommerzienrates / Das Geheimnis der alten Mamsell / Im Schillingshof. Studio Hamburg Enterprises, 2016.